# Maikun (sockenhuvudort i Kina, Sichuan Sheng, lat 32,91, long 101,75)
Maikun (kinesiska: 麦昆, 麦昆乡) är en sockenhuvudort i Kina. Den ligger i provinsen Sichuan, i den sydvästra delen av landet, omkring 330 kilometer nordväst om provinshuvudstaden Chengdu. Antalet invånare är 3 492. Befolkningen består av 1 694 kvinnor och 1 798 män. Barn under 15 år utgör 28,0 %, vuxna 15-64 år 63 %, och äldre över 65 år 8,0 %.
Runt Maikun är det mycket glesbefolkat, med 6 invånare per kvadratkilometer. Närmaste större samhälle är Wa'erma, 3,6 km väster om Maikun. Trakten runt Maikun består i huvudsak av gräsmarker.
Genomsnittlig årsnederbörd är 967 millimeter. Den regnigaste månaden är juli, med i genomsnitt 213 mm nederbörd, och den torraste är december, med 4 mm nederbörd.